# Plereyan
Plereyan is een bestuurslaag in het regentschap Jember van de provincie Oost-Java, Indonesië. Plereyan telt 6786 inwoners (volkstelling 2010).